# Slovakiska segerkorset
Slovakiska segerkorset var en utmärkelse som instiftades av Slovakiens president Jozef Tiso 1939. Den utdelades till personer inom den slovakiska armén.